# Fräkensjön, Värmland
Fräkensjön är en sjö i Hagfors kommun i Värmland och ingår i Göta älvs huvudavrinningsområde. Sjön är 9 meter djup, har en yta på 0,877 kvadratkilometer och är belägen 286 meter över havet. Fräkensjön ligger i Fräkensjömyrarna Natura 2000-område.

## Delavrinningsområde
Fräkensjön ingår i det delavrinningsområde (667184-139485) som SMHI kallar för Utloppet av Storsjön. Medelhöjden är 287 meter över havet och ytan är 43,2 kvadratkilometer. Räknas de 4 avrinningsområdena uppströms in blir den ackumulerade arean 101,25 kvadratkilometer. Laggälven (Sandsjöälven) som avvattnar avrinningsområdet har biflödesordning 3, vilket innebär att vattnet flödar genom totalt 3 vattendrag innan det når havet efter 376 kilometer. Avrinningsområdet består mestadels av skog (70 procent) och sankmarker (14 procent). Avrinningsområdet har 5,69 kvadratkilometer vattenytor vilket ger det en sjöprocent på 13,2 procent.